# Ciclism la Jocurile Olimpice de vară din 2024 - Cursa feminină de freestyle
Cursa ciclistă de BMX freestyle feminin de la Jocurile Olimpice de vară din 2024 a avut loc în perioada 30-31 iulie 2024 în Place de la Concorde, Paris.

## Program
Orele sunt ora Franței (UTC+1) 
| Data                    | Timp  | Etapă             |
| ----------------------- | ----- | ----------------- |
| Marți, 30 iulie 2024    | 13:25 | Locurile la start |
| Miercuri, 31 iulie 2024 | 13:10 | Finala            |

## Rezultate

### Locurile la start
Faza aceasta va determina ordinea de start în finală, cea mai bine clasată ciclistă în această rundă plecând ultima în finală.
| Loc | Ciclistă              | Țară                       | Cursa 1 | Cursa 2 | Medie | Note |
| --- | --------------------- | -------------------------- | ------- | ------- | ----- | ---- |
| 1   | Hannah Roberts        | Statele Unite ale Americii | 91,80   | 91,10   | 91,45 | C    |
| 2   | Deng Yawen            | China                      | 90,36   | 91,70   | 91,03 | C    |
| 3   | Sun Jiaqi             | China                      | 88,00   | 87,66   | 87,83 | C    |
| 4   | Perris Benegas        | Statele Unite ale Americii | 86,20   | 84,68   | 85,44 | C    |
| 5   | Iveta Miculyčová      | Cehia                      | 83,60   | 85,33   | 84,46 | C    |
| 6   | Queensaray Villegas   | Columbia                   | 81,60   | 87,25   | 84,42 | C    |
| 7   | Macarena Pérez        | Chile                      | 85,13   | 83,36   | 84,24 | C    |
| 8   | Natalya Diehm         | Australia                  | 81,66   | 86,12   | 83,89 | C    |
| 9   | Laury Perez           | Franța                     | 83,64   | 82,88   | 83,26 | C    |
| 10  | Nikita Ducarroz       | Elveția                    | 79,04   | 80,53   | 79,78 |      |
| 11  | Charlotte Worthington | Marea Britanie             | 79,20   | 78,82   | 79,01 |      |
| 12  | Kim Lea Müller        | Germania                   | 75,80   | 80,10   | 77,95 |      |

### Finala
Rezultate finală. 
| Loc | Ciclistă               | Țară                       | Cursa 1 | Cursa 2 | Cel mai bun rezultat |
| --- | ---------------------- | -------------------------- | ------- | ------- | -------------------- |
| 1   | Deng Yawen             | China                      | 92,50   | 92,60   | 92,60                |
| 2   | Perris Benegas         | Statele Unite ale Americii | 83,40   | 90,70   | 90,70                |
| 3   | Natalya Diehm          | Australia                  | 88,80   | 87,70   | 88,80                |
| 4   | Queen Saray Villegas   | Columbia                   | 64,80   | 88,00   | 88,00                |
| 5   | Macarena Perez Grasset | Chile                      | 83,80   | 84,55   | 84,55                |
| 6   | Iveta Miculyčová       | Cehia                      | 82,30   | 8,60    | 82,30                |
| 7   | Sun Jiaqi              | China                      | 70,80   | 60,10   | 70,80                |
| 8   | Hannah Roberts         | Statele Unite ale Americii | 70,00   | 5,42    | 70,00                |
| 9   | Laury Perez            | Franța                     | 2,80    | 64,30   | 64,30                |